# Knema rufa
Knema rufa är en tvåhjärtbladig växtart som beskrevs av Otto Warburg. Knema rufa ingår i släktet Knema och familjen Myristicaceae. Inga underarter finns listade i Catalogue of Life.